# Katorz
Katorz – album thrashmetalowego zespołu Voivod. Data wydania albumu to 25 lipca 2006.
Album ukazał się po śmierci gitarzysty zespołu Denisa D’Amoura, który uczestniczył w nagraniu płyty.

## Lista utworów
Źródło.
1. „The Getaway” – 3:58
2. „Dognation” – 4:06
3. „Mr. Clean” – 4:16
4. „After All” – 4:44
5. „Odds & Frauds” – 4:50
6. „Red My Mind” – 4:41
7. „Silly Clones” – 3:18
8. „No Angel” – 5:06
9. „The X-Stream” – 4:58
10. „Polaroids” – 5:08

## Twórcy
- Michel Langevin – perkusja
- Denis D’Amour – gitara elektryczna
- Denis Belanger – śpiew
- Jason Newsted – gitara basowa

## Listy sprzedaży
| Lista                  | Kraj              | Pozycja |
| ---------------------- | ----------------- | ------- |
| Top Heatseekers        | Stany Zjednoczone | 43      |
| Top Independent Albums | Stany Zjednoczone | 37      |